# Merycomyia
Merycomyia is een vliegengeslacht uit de familie van de dazen (Tabanidae).

## Soorten
- M. brunnea Stone, 1953
- M. whitneyi (Johnson, 1904)